# Максим Димов
Максим Жеков Димов е български предприемач и политик от НДСВ и ДПС. Известен като бизнесмен „приватизатор“ и „ковчежник“ на царската партия. Бивш председатeл на „Комисията по финанси и контрол“ на НДСВ.

## Биография
Максим Димов е роден на 1 януари 1961 година в град Добрич. Завършва немската езикова гимназия в родния си град, след това специалност „Международни икономически отношения“ във ВИИ „Карл Маркс“ - София.
Народен представител от парламентарната група на ДПС в XXXVII народно събрание.
Бил е в правителството на Беров.